# Кофейное желе
Кофейное желе (яп. コーヒーゼリー Ко:хи: дзэри:) — сладкое желе со вкусом и ароматом кофе. Кофейное желе было распространено в своё время в британских и американских поваренных книгах, но в настоящее время пользуется наибольшей популярностью в Японии, где его можно найти в большинстве ресторанов и магазинов. Кроме того, кофейное желе иногда входит в меню школьных обедов в столовых государственных школ Японии.

## История
Рецепты для кофейного желе появились в поваренных книгах, изданных в Англии ещё в 1817 году. В самых первых рецептах предлагалось смешивать кофе со студенистым телячьим желе и исинглассом. После появления в продаже упакованного желатина большинство рецептов просто указывали, что желатин надо растворить в горячем кофе и затем перелить в форму.
В начале XX века кофейное желе рекомендовали в качестве более здоровой альтернативы горячему кофе, чтобы желатин поглощал избыток кислоты в желудке.
Компания Jell-O запустила линейку кофейного желе в 1918 году, но десерт так и не получил широкой популярности за пределами Новой Англии. Сегодня кофейное желе всё ещё можно найти в Род-Айленде, Массачусетсе и других штатах Новой Англии. Ресторан Durgin-Park в Бостоне, открывшийся в 1827 году, по-прежнему предлагает кофейное желе, приготовленное из кофе, оставшегося с предыдущего дня.
Японское кофейное желе было разработано в период Тайсё (1912—1926) как имитация европейских видов желе. Оно привлекало современных молодых людей со вкусом к западной моде и стало популярным наряду с культурой кофе. Кофейное желе не сдаёт позиций в Японии и широко доступно по всей стране. В 2016 году Starbucks запустила вариант кофейного желе для фраппучино в Японии.

## Описание
Японское кофейное желе производится из подслащённого кофе, добавленного к агар-агару, желатиноподобному веществу, получаемому из водорослей. Также в Японии популярно украшать кофейное желе сверху взбитыми сливками. В европейских и американских рецептах вместо агар-агара используется традиционный желатин.
Кофейное желе часто нарезают кубиками и подают в разнообразных десертах, блюдах и напитках. Кубики кофейного желе иногда добавляют в молочные коктейли, безалкогольные напитки или мороженое сандей. Кофейное желе также часто добавляют в чашку горячего или ледяного кофе с добавлением сливок и сиропа, добавленными по вкусу. Сгущённое молоко выливают на кубики охлажденного кофейного желе в миску и едят ложкой.

## В культуре и искусстве
В манге и аниме сериале The Disastrous Life of Saiki K. главный герой Сайки Кусуо имеет единственную слабость в своей жизни — и это любовь к кофейному желе.